# ميستو
ميل ستومب (بالإنجليزية: Melle Stomp)‏ (من مواليد 30 سبتمبر 1999) والمعروف باسمه الفني ميستو، هو موسيقي هولندي ومنتج تسجيلا ريمكسير ودي جي مختص بموسيقى الرقص الإلكترونية. حصل على تقدير بعد تعاونه مع مارتن غاركس (مولودان في نفس مدينة أمستلفين) على أغنية "WIEE".